# كورينتين مارتينز
كورينتين مارتينز دا سيلفا (بالفرنسية: Corentin Martins da Silva)‏ (مواليد 11 يوليو 1969) لاعب كرة قدم فرنسي معتزل كان يجيد اللعب في مركز الوسط المهاجم، انتقل بعد اعتزاله اللعب إلى عالم التدريب، وكان بدايته عام 2006 مع نادي كويمبيريوس المنافس في الدرجات الفرنسية الدنيا حتى العام الموالي، وبعد أن عمل مدربا مؤقتا ومساعادا على عدة فترات مع نادي بريست الفرنسي، كان تجربته الأبرز مع المنتخب الموريتاني الذي دربه لمدة سبع سنوات (2014–2021) وقاده للتأهل إلى كأس أمم إفريقيا لأول مرة في تاريخه نسخة 2019، وكرر التأهل لنسخة 2021، كما قاد منتخب «المرابطون» لبطولة كأس العرب 2021. ويعمل حاليا مدربا لمنتخب ليبيا لكرة القدم منذ أبريل 2022.
لعب مارتينز في أندية بريست (1988-1991) أوكسير (1991-1996) ديبورتيفو لاكورونيا (1996-1997) ستراسبورغ (1998-2004) بوردو بالإعارة (1999-2000) كليرمونت (2004-2005).
ساهم مارتينز في تتويج نادي أوكسير ببطولة دوري الدرجة الأولى موسم 1995/1996 وكأس فرنسا مرتين موسمي 1993/1994 و1995/1996 كما ساهم في تتويج نادي ستراسبورغ ببطولة كأس فرنسا موسم 2000/2001 .
شارك مارتينز مع منتخب فرنسا في 14 مباراة دولية مسجلا هدف واحد في الفترة من 1993 إلى 1997 . أول مباراة دولية كانت في مواجهة منتخب النمسا في 27 مارس 1993 وانتهت بالفوز 1/0 . تم استدعاء مارتينز للمشاركة في بطولة كأس الأمم الأوروبية لكرة القدم 1996 التي أقيمت في إنجلترا ولكنه لم يلعب في أي مباراة بسبب تواجد زين الدين زيدان.
تولى مارتينز تدريب نادي كويمبيريوس (2006-2007) بريست لفترة قصيرة (2008).
نحج في قيادة موريتانيا للتأهل لكأس الأمم الأفريقية لأول مرة في تاريخها في دورة عام 2019.

## روابط خارجية
- كورينتين مارتينز على موقع رابطة كرة القدم الفرنسية للمحترفين (الإنجليزية)
- كورينتين مارتينز على موقع قاعدة بيانات كرة القدم.إي يو (الإنجليزية)
- كورينتين مارتينز على موقع ليكيب (الفرنسية)
- كورينتين مارتينز على موقع ناشيونال فوتبول تيمز (الإنجليزية)
- كورينتين مارتينز على موقع Soccerway.com (الإنجليزية)